# Mathieu Cornet
Mathieu Cornet (Namen, 8 augustus 1990) is een Belgisch voetballer. Hij is een aanvaller en speelt sinds juni 2021 voor FC Wiltz 71.

## Carrière
Mathieu Cornet startte zijn carrière bij het bescheiden RRC Mormont. Via een tussenstap bij Sprimont Comblain Sport belandde hij in 2006 in de jeugdacademie van Standard Luik. In 2009 maakte hij de overstap naar Germinal Beerschot. Bij de Antwerpse eersteklasser kwam de struise spits niet aan spelen toe. Tijdens de winterstop werd zijn contract bij Beerschot verbroken en was hij even in beeld bij tweedeklasser KVK Tienen, maar uiteindelijk tekende hij bij derdeklasser KSK Tongeren. Cornet kwam tien keer in actie voor de Limburgse club, die aan het einde van het seizoen degradeerde. In de Vierde Klasse kreeg de 20-jarige aanvaller meer speelkansen. In mei 2011 tekende hij een contract bij reeksgenoot RUS Givry. Bij de Henegouwse club ontbolsterde Cornet volledig. De spits scoorde dertien keer en loodste zijn team zo naar de vijfde plaats in de rangschikking. Door die uitstekende prestatie kon de jonge aanvaller reeds tijdens het seizoen rekenen op de interesse van derdeklassers RFC Huy en Excelsior Virton. In maart 2012 raakte bekend dat hij getekend had bij Huy. Cornet paste zich ditmaal goed aan aan het niveau van de Derde Klasse. Met veertien doelpunten was hij voor het tweede jaar op rij de topschutter in zijn team. Huy greep met de vijfde plaats wel naast de promotie naar de Tweede Klasse. Virton, dat als kampioen wel promoveerde, trok Cornet in de zomer van 2013 aan. De spits tekende er een contract voor twee seizoenen. In zijn eerste seizoen in de tweede divisie kon Cornet met Virton slechts enkele plaatsen boven de degradatiezone eindigen. Een jaar later ontpopte de 24-jarige spits zich tot een van de smaakmakers van de Tweede Klasse. Virton rukte op naar de zesde plaats, terwijl Cornet zelf met vijftien doelpunten vijfde werd in de topschutterstand. Na het succesvolle seizoen 2014/15 tekende hij een contract bij eersteklasser KV Oostende.

## Clubstatistieken
| Seizoen         | Club                      | Competitie             | Competitie | Competitie | Play-offs | Play-offs | Beker | Beker | Totaal | Totaal |
| Seizoen         | Club                      | Competitie             | Wed.       | Dlp.       | Wed.      | Dlp.      | Wed.  | Dlp.  | Wed.   | Dlp.   |
| --------------- | ------------------------- | ---------------------- | ---------- | ---------- | --------- | --------- | ----- | ----- | ------ | ------ |
| 2009-2010       | Germinal Beerschot        | Eerste klasse          | 0          | 0          | 0         | 0         | 0     | 0     | 0      | 0      |
| 2009-2010       | KSK Tongeren              | Derde klasse           | 10         | 2          | 0         | 0         | 0     | 0     | 10     | 2      |
| 2010-2011       | KSK Tongeren              | Vierde klasse          | 26         | 2          | 0         | 0         | 0     | 0     | 26     | 2      |
| 2011-2012       | RUS Givry                 | Vierde klasse          | 29         | 13         | 0         | 0         | 0     | 0     | 29     | 13     |
| 2012-2013       | RFC Huy                   | Derde klasse           | 31         | 14         | 0         | 0         | 0     | 0     | 31     | 14     |
| 2013-2014       | Excelsior Virton          | Tweede klasse          | 31         | 7          | 0         | 0         | 0     | 0     | 31     | 7      |
| 2014-2015       | Excelsior Virton          | Tweede klasse          | 33         | 15         | 0         | 0         | 0     | 0     | 33     | 15     |
| 2015-2016       | KV Oostende               | Eerste klasse          | 1          | 0          | 0         | 0         | 0     | 0     | 1      | 0      |
| 2015-2016       | Antwerp FC                | Tweede klasse          | 12         | 5          | 0         | 0         | 0     | 0     | 12     | 5      |
| 2016-2017       | Antwerp FC                | Tweede klasse          | 1          | 0          | 0         | 0         | 0     | 0     | 1      | 0      |
| 2016-2017       | KSV Roeselare             | Tweede klasse          | 22         | 5          | 8         | 3         | 1     | 0     | 31     | 8      |
| 2017-2018       | KSV Roeselare             | Tweede klasse          | 22         | 5          | 0         | 0         | 1     | 0     | 23     | 5      |
| 2018-2019       | KV Mechelen               | Eerste klasse B        | 9          | 2          | 2         | 0         | 2     | 0     | 13     | 2      |
| 2019-2020       | → RWDM                    | Eerste klasse amateurs | 14         | 0          | 0         | 0         | 0     | 0     | 14     | 0      |
| 2020-2021       | Patro Eisden Maasmechelen | Eerste klasse amateurs | 0          | 0          | 0         | 0         | 0     | 0     | 0      | 0      |
| 2021-2022       | FC Wiltz 71               | Nationaldivisioun      | 28         | 7          | 0         | 0         | 0     | 0     | 28     | 7      |
| 2022-2023       | Union Rochefortoise       | Derde afdeling         | 0          | 0          | 0         | 0         | 0     | 0     | 0      | 0      |
| Carrière totaal | Carrière totaal           | Carrière totaal        | 268        | 73         | 10        | 3         | 4     | 0     | 282    | 76     |

## Palmares
| Competitie               | Aantal      | Jaren       |             |             |
| KV Mechelen              | KV Mechelen | KV Mechelen | KV Mechelen | KV Mechelen |
| ------------------------ | ----------- | ----------- | ----------- | ----------- |
| Nationaal                |             |             |             |             |
| Kampioen Eerste Klasse B | 1x          | 2018/2019   |             |             |
| Beker van België         | 1x          | 2019        |             |             |